# Inclusion Hill
Der Inclusion Hill ist ein steiler, kegelförmiger Hügel von 335 m Höhe zwischen dem McDonald Beach und der Eiskappe des Mount Bird auf der antarktischen Ross-Insel. 
Erforscht und benannt wurde er von Wissenschaftlern einer Kampagne der New Zealand Geological Survey Antarctic Expedition (1958–1959). Namensgebend waren die Einschlüsse (englisch: inclusions) von Basalt, welche die Wissenschaftler im Gestein des Hügels fanden.